# Parc ornithologique de Walsrode
Le Parc ornithologique de Walsrode constitue actuellement[Quand ?] la plus grande et la plus complète présentation d’oiseaux du monde.

## Situation
Il se situe près de Walsrode dans le Lande de Lüneburg entre Hanovre et Hambourg.

## Galerie d'images

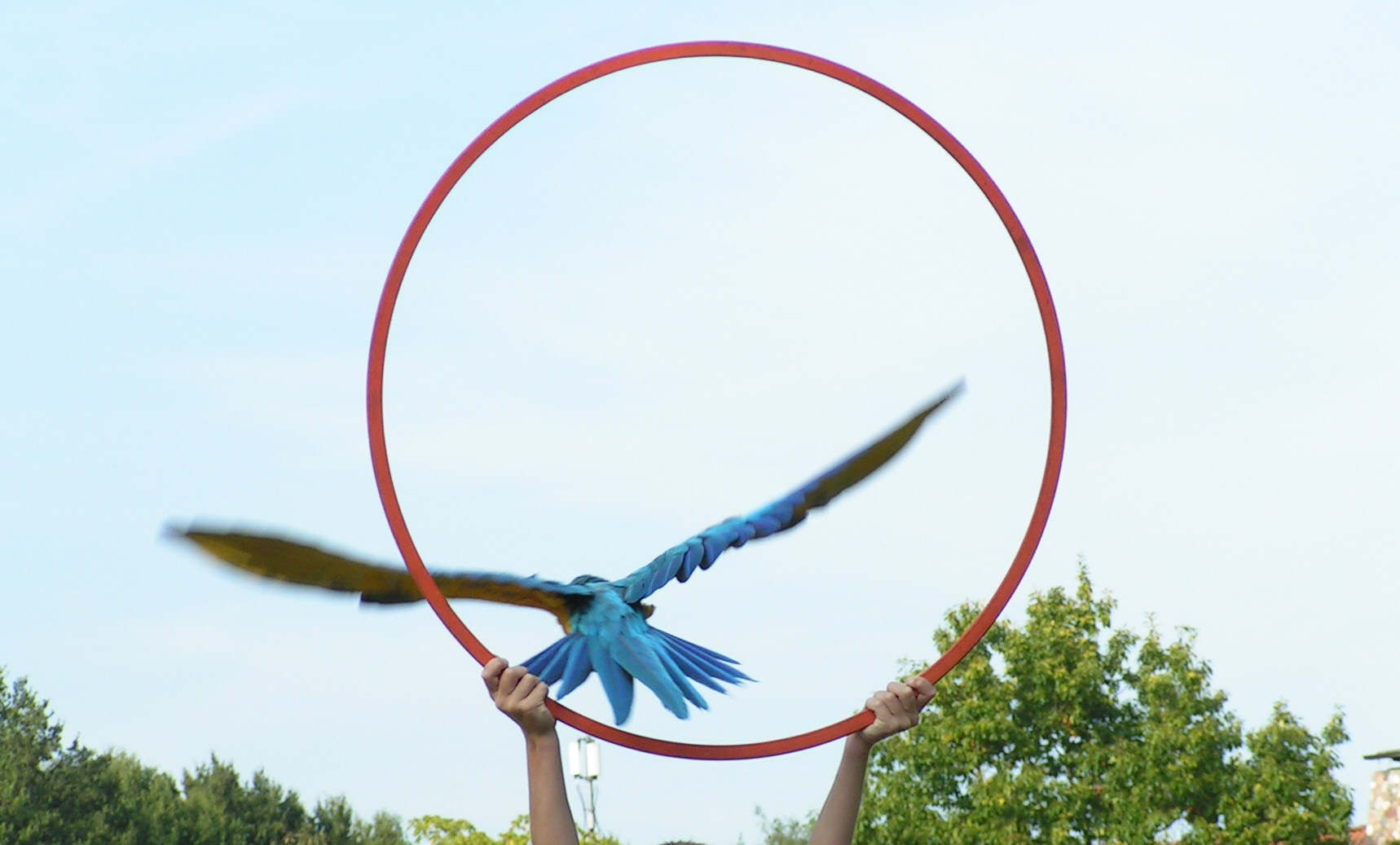
Démonstration de vol de l'ara bleu
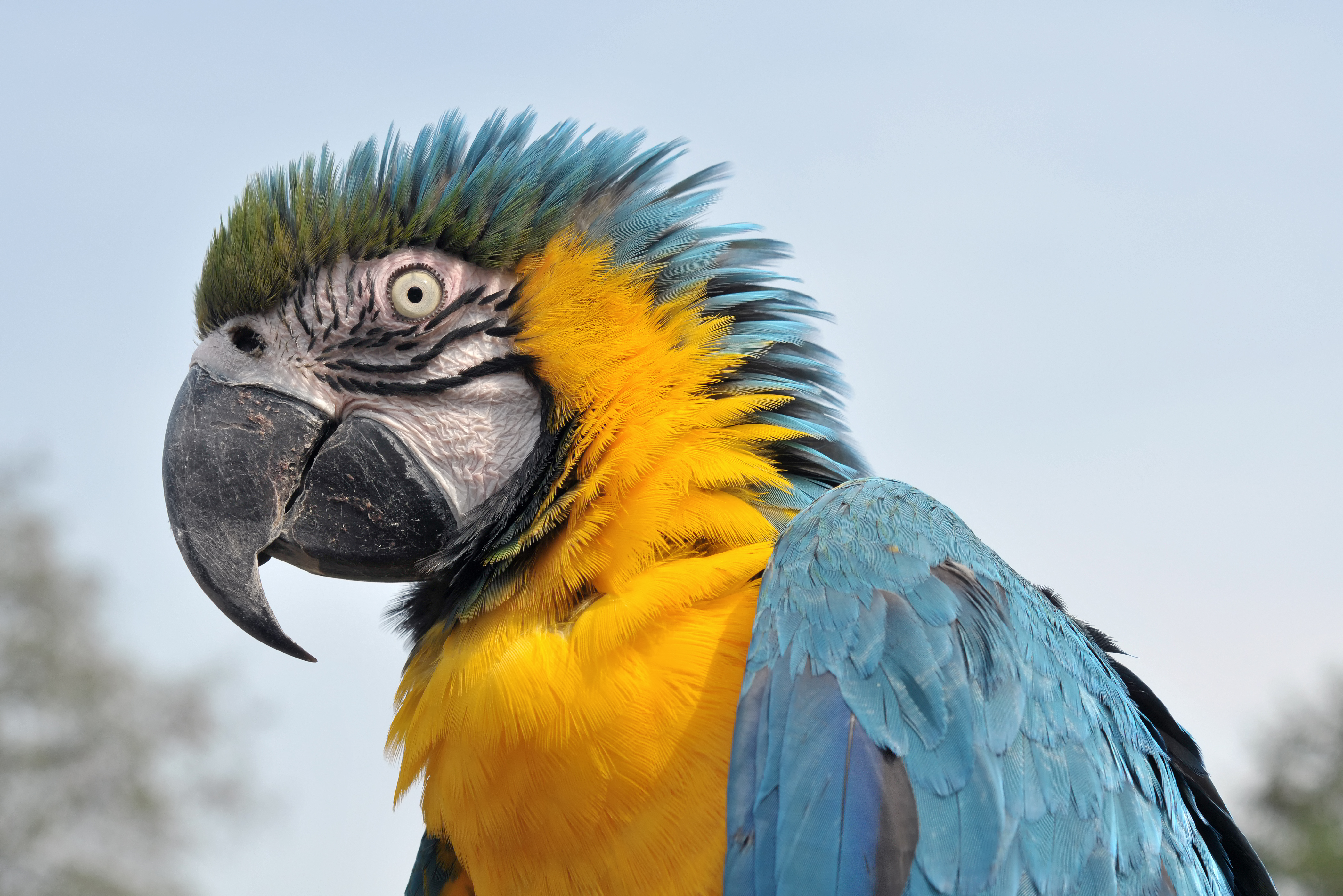
Ara bleu (Ara ararauna)
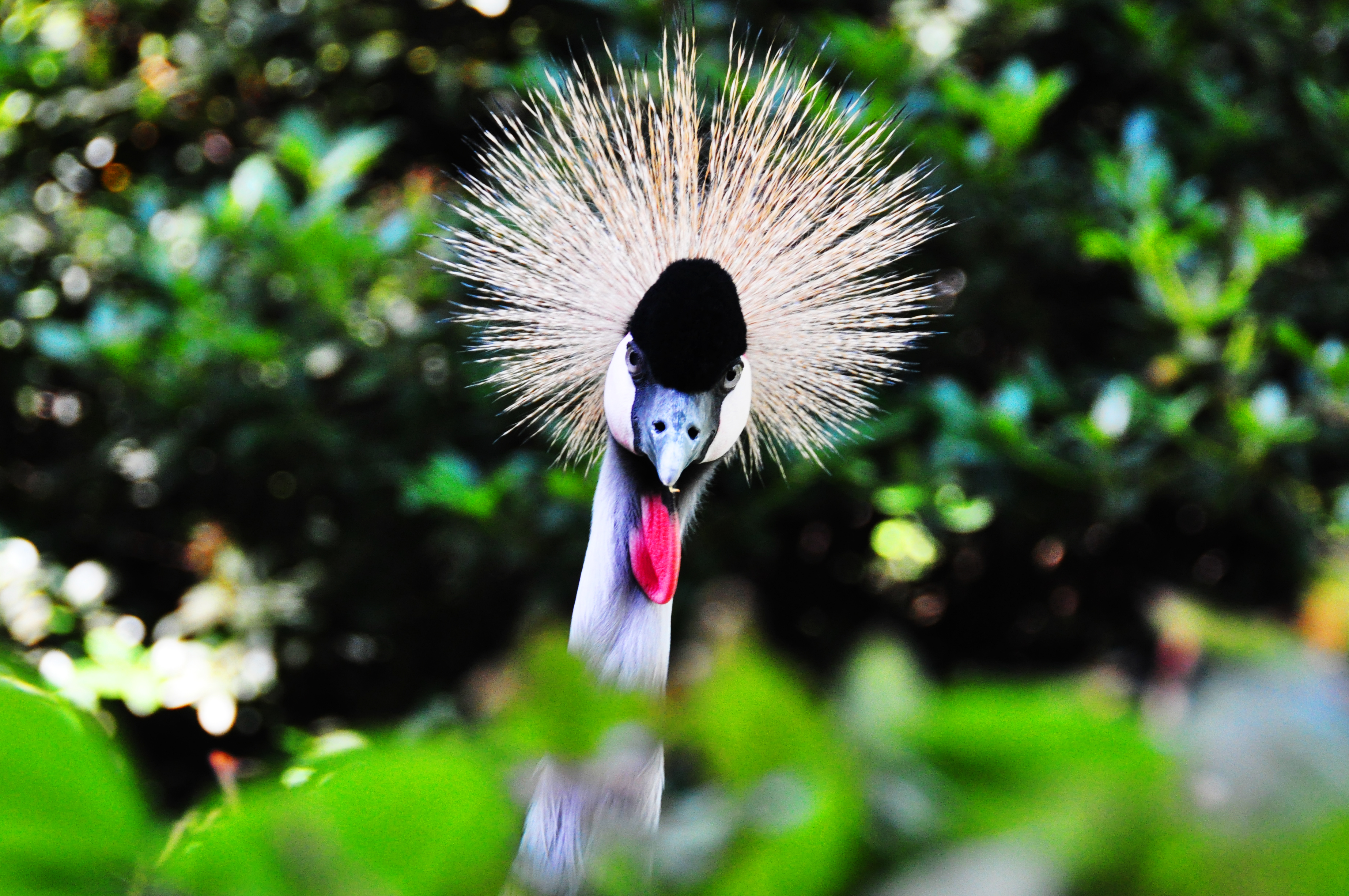
Un grue royale d'Afrique du Sud
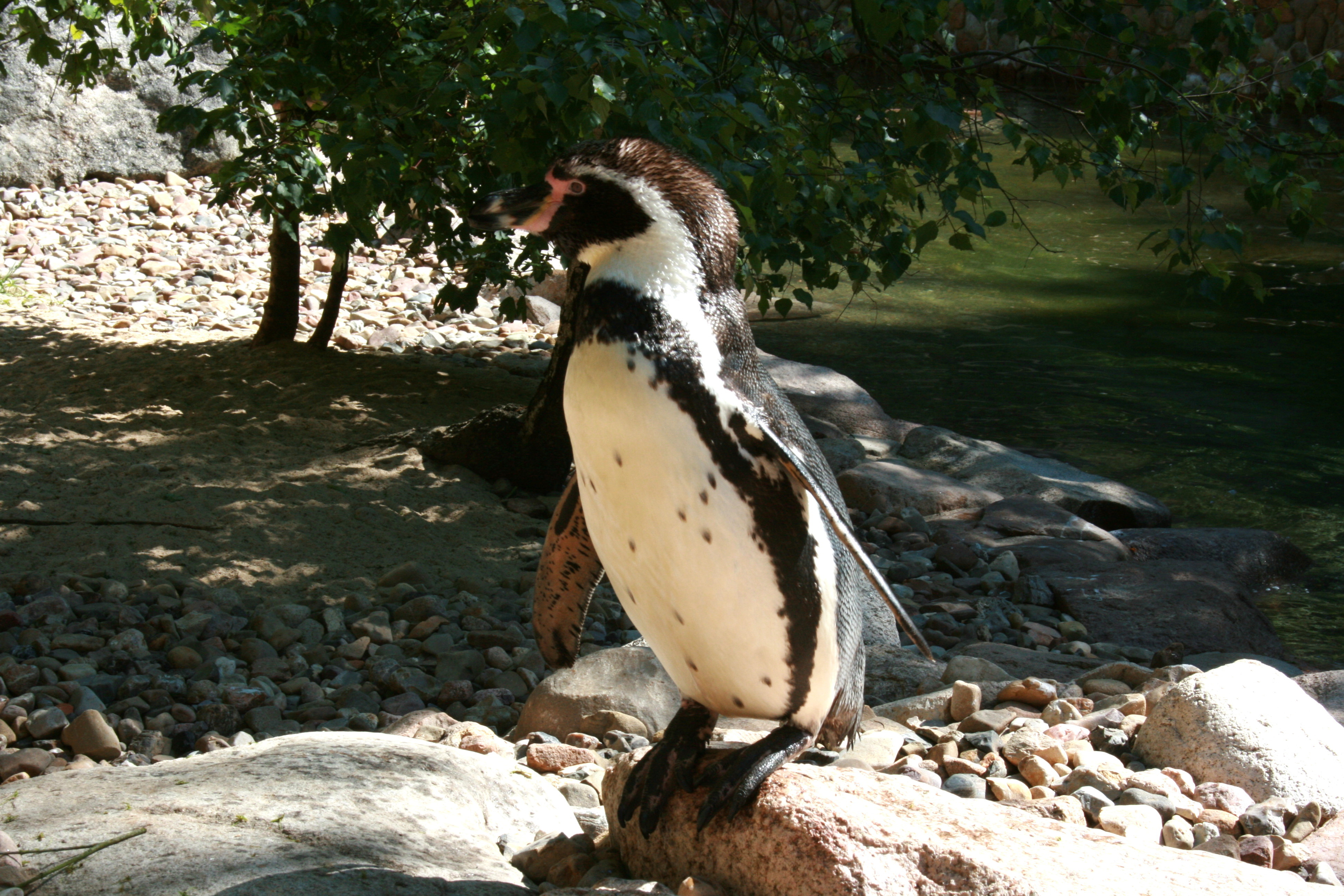
Manchot de Humboldt
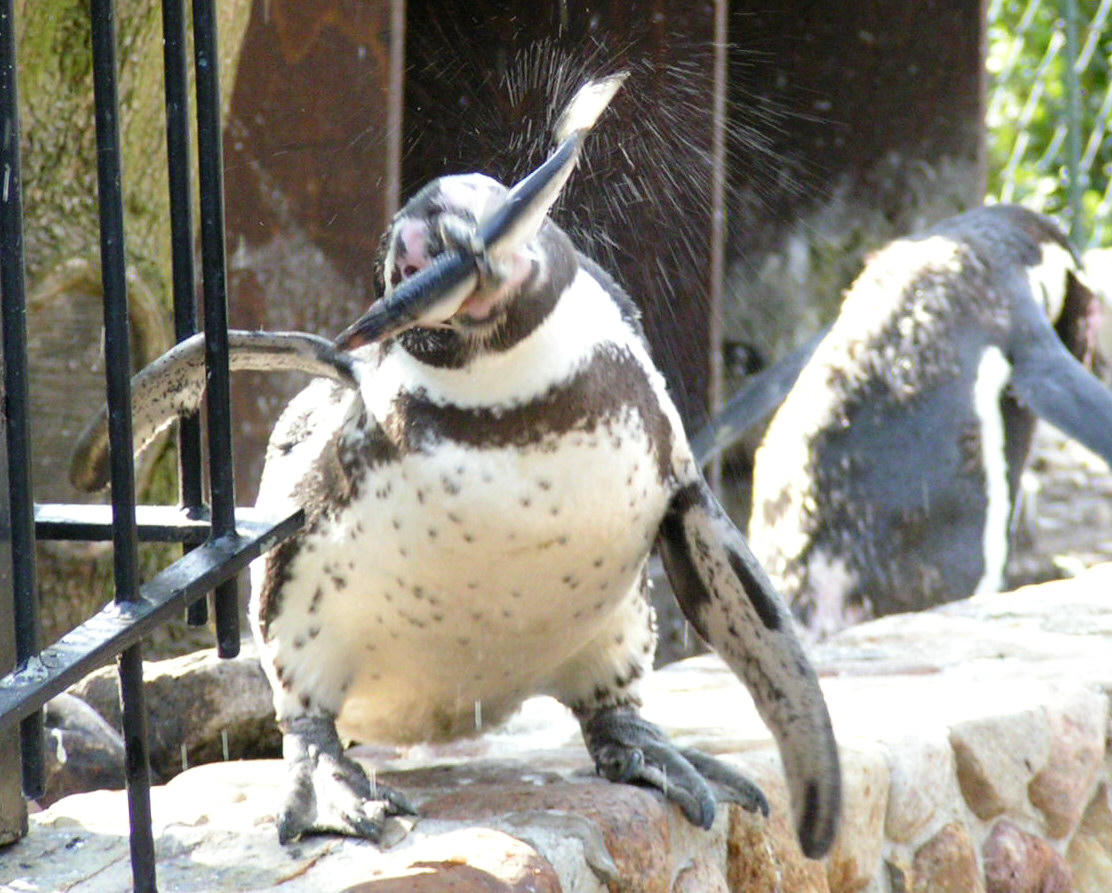
Nourrissage des manchots
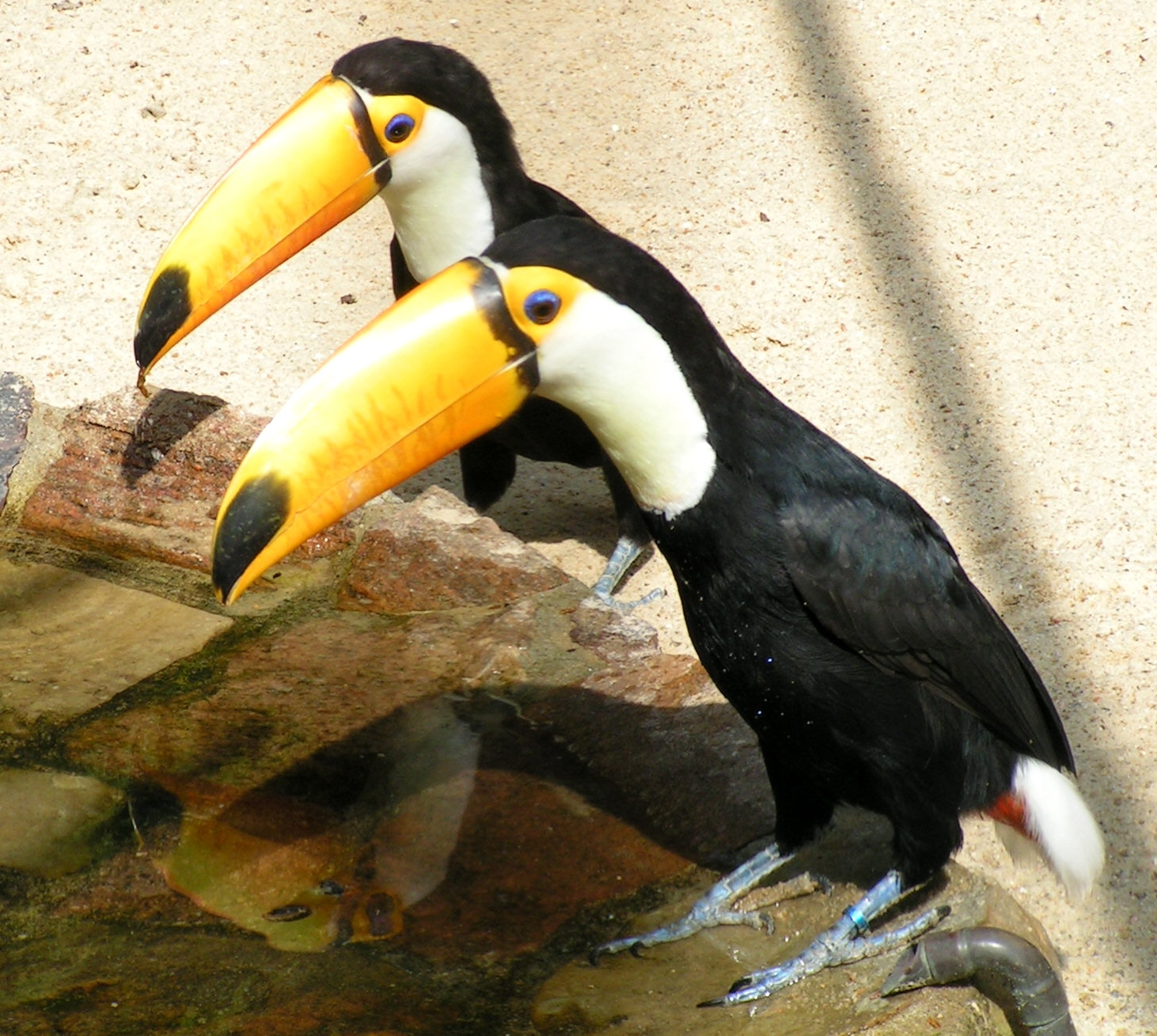
Deux toucans toco, l'emblème du parc
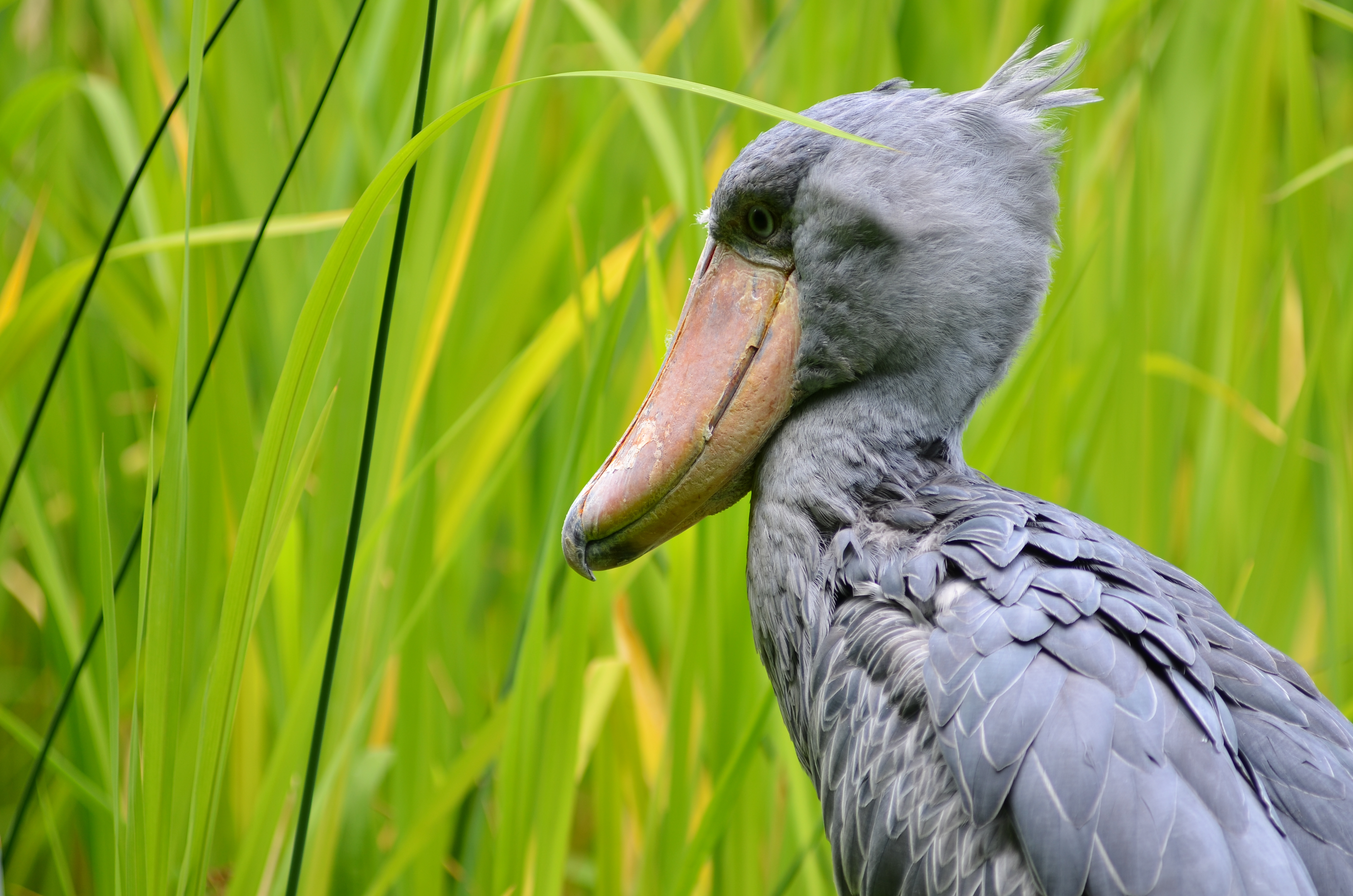
Bec-en-sabot du Nil
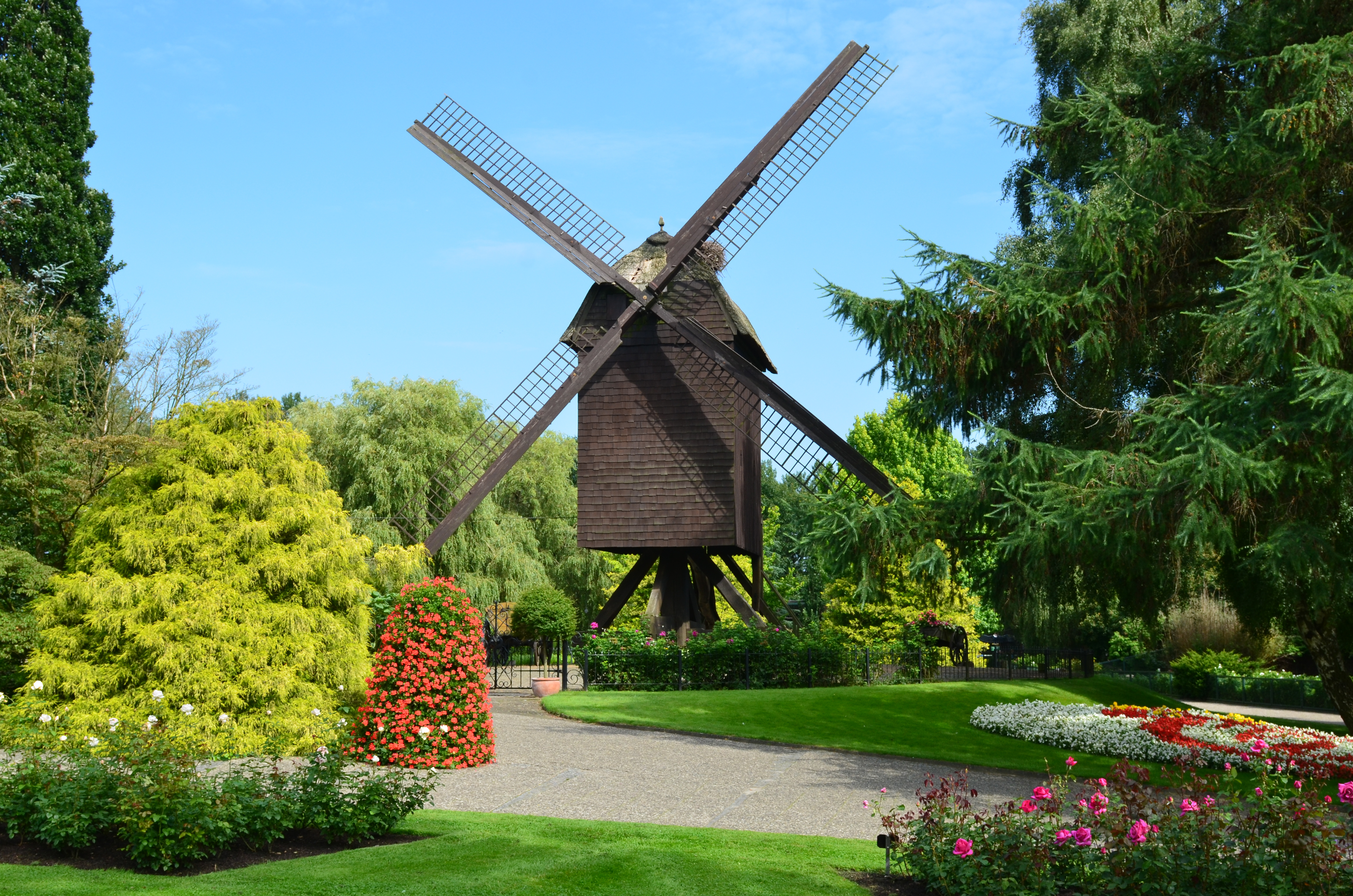
Moulin dans le parc
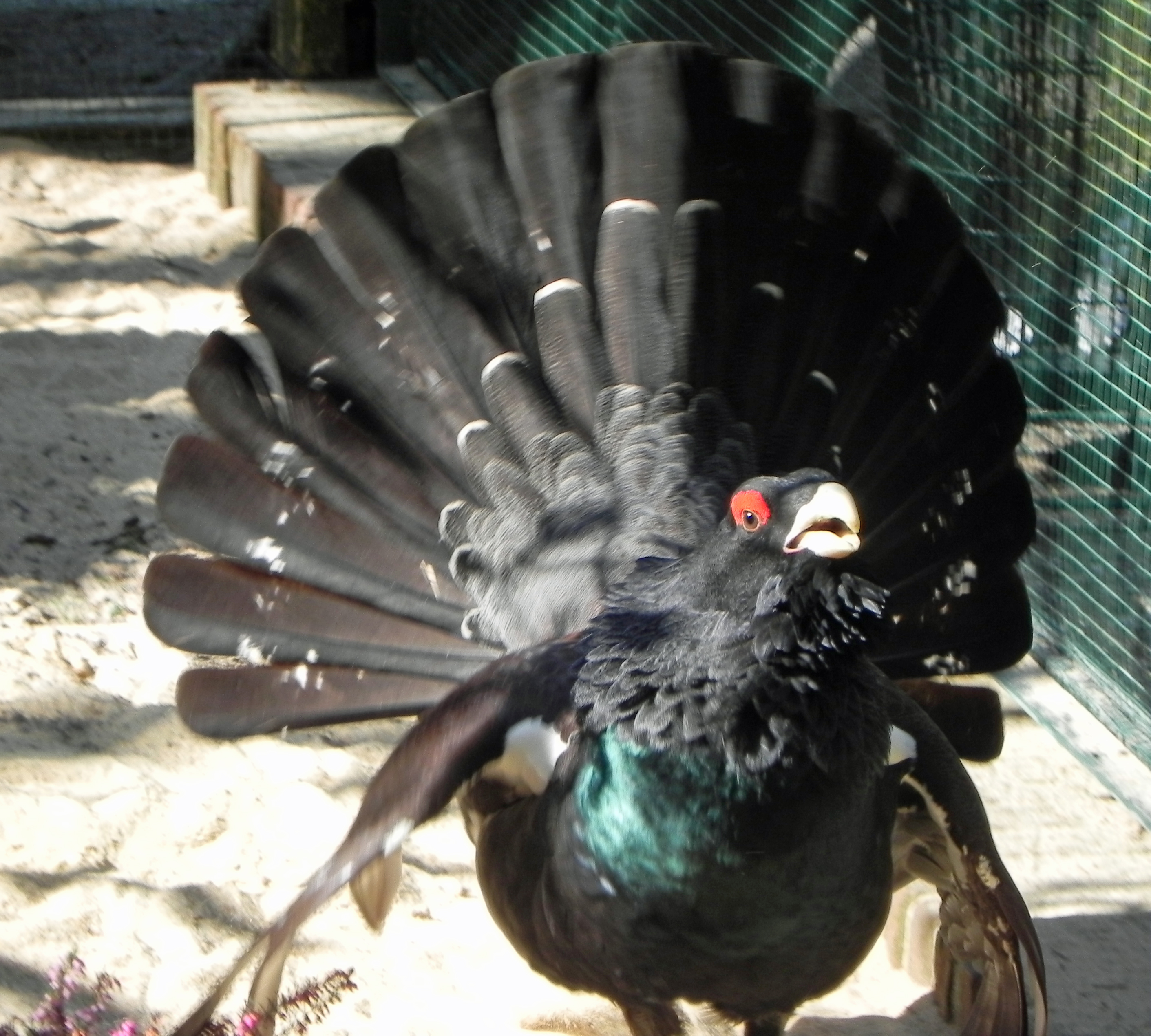
Grand coq de bruyère
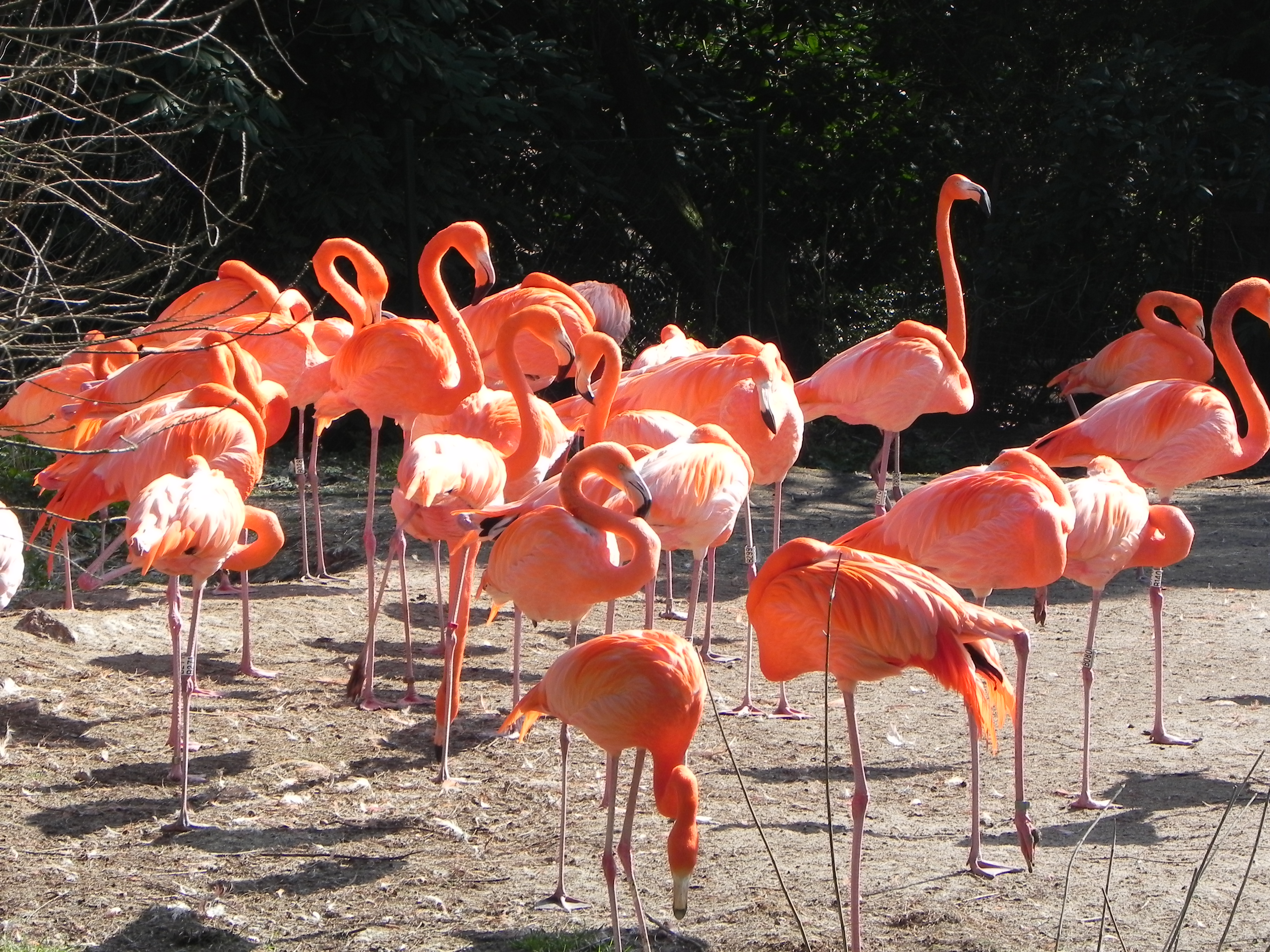
Flamants des Caraïbes